# Robert Nicolas Gaspard de Custine
Pour les articles homonymes, voir Custine.
Robert Nicolas Gaspard de Custine, né le 11 septembre 1771 à Longuyon (Meurthe-et-Moselle), mort le 27 décembre 1809 à Linz (Autriche), est un militaire français de la Révolution et de l’Empire.

## États de service
Il entre en service le 15 octobre 1787, comme soldat au régiment de Forez, et il devient caporal le 20 octobre 1788, sergent le 1er juillet 1789 et adjudant le 1er mars 1792. Le 8 août 1792, il est nommé capitaine aide de camp du général Keating, et il fait les campagnes de 1792 à l’an III aux armées du Nord, de la Moselle, du Rhin et de l’Ouest.
Le 3 juin 1795, il passe avec son grade dans la cavalerie, et il est maintenu dans ses fonctions d’aide de camp jusqu’au 24 mars 1796, époque à laquelle il devient adjoint aux adjudants-généraux de l’armée du Nord. Le 22 juillet 1796, il est affecté au 5e régiment de hussards, comme capitaine à la suite, et il fait les guerres de l’an V à l’an IX aux armées du Nord, de Batavie, d’Helvétie et du Rhin.
À l’affaire du 12 juin 1800, il charge avec son escadron, un régiment ennemi qui occupe le village de Burgrieden, et lui fait mettre bas les armes. Mais ce régiment s’apercevant que les français ne sont pas soutenus, reprend les armes et recommence le combat avec plus de fureur. Quoique pris à l’improviste, Custine fait des prodiges de valeurs, jusqu’à l’arrivée d’une partie de l’avant-garde des troupes du général Richepanse, qui chasse l’ennemi et s’empare de la position. Dans cette affaire, il a un cheval tué sous lui, combat à pied, et reçoit un coup de feu à la jambe gauche. Il est confirmé comme capitaine au 5e régiment de hussards le 21 octobre 1800.
En garnison à Metz en 1801, il fait partie de l'armée de Hanovre de l’an XI à l’an XIII. Il est fait chevalier de la Légion d’honneur le 18 décembre 1803. De 1805 à 1807, il fait les campagnes d’Autriche, de Prusse et de Pologne à la Grande Armée. Il devient aide de camp du général Savary le 21 novembre 1806, et le 9 janvier 1807, il est nommé chef d’escadron au 8e régiment de hussards. Il est élevé au grade d’officier de la Légion d’honneur le 11 juillet 1807.
Le 9 juin 1808, il passe major à suite du 8e régiment de hussards, et il commande le régiment jusqu’au 22 août suivant. Le 13 octobre 1808, il devient major titulaire au 28e régiment de dragons, et le 9 mars 1809, colonel du 7e régiment de hussards.
À la tête de son régiment, il fait la campagne de 1809, en Allemagne, avec la 2e brigade de cavalerie légère. Il est créé baron de l’Empire par décret du 15 août 1809, et lettres patentes du 11 juin 1810. 
Il meurt 27 décembre 1809, à Linz.

## Dotation
- Le 19 mars 1808, donataire d’une rente de 2 000 francs sur les biens réservés en Westphalie.
- Le 15 août 1809, donataire d’une rente de 2 000 francs sur les biens réservés à Erfurt.

## Sources
- A. Lievyns, Jean Maurice Verdot, Pierre Bégat, Fastes de la Légion-d'honneur, biographie de tous les décorés accompagnée de l'histoire législative et réglementaire de l'ordre, Tome 4, Bureau de l’administration, 1844, 640 p. (lire en ligne), p. 147.
- « Cote LH/642/75 », base Léonore, ministère français de la Culture
- « La noblesse d’Empire » (consulté le 2 juillet 2016)
- Vicomte Révérend, Armorial du premier empire, tome 1, Honoré Champion, libraire, Paris, 1897, p. 266.
- Léon Hennet, Etat militaire de France pour l’année 1793, Siège de la société, Paris, 1903, p. 16-31.
- Robert Nicolas Gaspard de Custine  sur roglo.eu
- Henry baron Woelmont, Notices généalogiques: Deuxième série, 1923, p. 278.
- Alain Petiot, Les Lorrains et l'Empire: dictionnaire biographique des Lorrains et de leurs descendants au service des Habsbourg de la Maison d'Autriche, Éditions. Mémoire & Documents, 2005, p. 138.